# Feng Youlan
Feng Youlan (馮友蘭 ou 冯友兰 (pinyin Féng Yǒulán ; Wade-Giles : Fung Yu-lan), né le 4 décembre 1895 dans le district de Tanghe; province du Henan et mort le 26 novembre 1990 à Pékin  est un philosophe chinois dont l'œuvre a été prépondérante dans la réintroduction de la philosophie chinoise à l'époque moderne. Formé à l'Université Columbia, il enseigne la philosophie dans différentes écoles anglaises et américaines de 1933 à 1947. À partir de 1983, il appartient à l'une des instances dirigeantes du Parti communiste chinois.
L'écrivaine Zong Pu est sa fille.

## Publications de Feng
- 1931-1934: Zhongguo zhexue shi (Histoire de la philosophie chinoise), 2 vol.
  - 1952-53: A History of Chinese Philosophy, traduction en anglais par Derk Bodde (Princeton, NJ: Princeton University Press, rééd. 1983)  (ISBN 0-691-02021-3)
  - 1948: A Short History of Chinese Philosophy (Collier-Macmillan) — nouvelle impression 1997: Free Press  (ISBN 0-684-83634-3)
  - 1985 : traduction en français de Précis d'histoire de la philosophie chinoise (sous le nom de Fong Yeou-Lan), Édition du Mail  — version abrégée et condensée de Zhongguo zhexue shi
- 1939: Xin Li-xue (New Rational Philosophy) (Changsha : Commercial Press)
  - 1997A New Treatise on the Methodology of Metaphysics (Beijing: Foreign Languages Press)  (ISBN 7-119-01947-3)
- Selected Philosophical Writings of Fung Yu-lan (Pekin, Foreign Language Press)  (ISBN 7-119-01063-8)
- Xin yuan ren (A New Treeatise on the Nature of Man (Chongqing, Commercial Press)
- 1946: Xin zhi yan (A New Understanding of Words) ((Shanghai, Commercial Press)
- 1947: The Spirit of Chinese Philosophy transl. E.R. Hughes (London, Kegan Paul)
  - 1970: (Greenwood Press)  (ISBN 0-8371-2816-1)
- 1961: Xin yuan dao (A New Treatise on the Nature of Tao) (Xiang gang, Zhong-guo zhe-xue jan jiu hui)